# Arceuthobium oxycedri
L'arceutobi (Arceuthobium oxycedri), és una espècie dioica de planta paràsita de la família de les santalàcies, la mateixa que la del vesc.
Addicionalment pot rebre el nom de vesc del ginebró.

## Descripció
Són plantes completament epífites, menudes. Les tiges són verdes i groguenques, primes (1,5 - 2,5 mm. de diàmetre) ramificades de forma verticil·lada, estan articulades en artells (petits segments quadrangulars), els basals més llargs que els apicals, i els quals la seva base és més estreta que l'extrem superior. La seva disposició és tal que el conjunt de la planta sembla una massa amorfa més o menys globosa de 2 - 15 cm. Les fulles són petites esquames triangulades situades als extrems de les tigetes i han perdut la capacitat fotosintètica, oposades i soldades a la tija. Les flors s'agrupen en inflorescències al capdamunt de les tigetes, són grogues, petites (1,5-2,5 mm. de diàmetre) i amb un periant de tres lòbuls (tot i que en poden haver-hi 2 o 4). El fruit és una baia verdosa o glauca, de mida petita (3 per 1,5 - 2 mm.) que conté una sola llavor, la qual està impregnada d'una substància enganxosa. Floreix de juliol a novembre. i la llavor madura durant la tardor. El seu nombre cromosòmic és 2n = 28.
Les tiges d'arceutobi provenen de l'haustori (arrel especialitzada que penetra al floema de la planta hoste) i no directament de l'embrió provinent de la llavor. Fisiològicament les tiges difereixen de la majoria de les dicotiledònies ja que no tenen un xilema central ni tampoc floema com a tal. Les tiges joves tenen una prima epidermis que és recoberta per una cutícula en els brots més vells. A més a més les tiges tenen una coloració verdosa, ja que tenen clorofil·la i són capaces de fotosintetitzar i, per tant, generar hidrats de carboni. Tanmateix es creu que aquesta activitat fotosintètica no cobreix totes les seves necessitats i, per tant, extreu nutrients i altres compostos de la planta hoste, així com aigua i minerals. Aquest fet fa que se la consideri una planta hemiparàsita, ja que no extreu tots els recursos de la planta hoste.

## Cicle vital
El seu cicle reproductor dura més d'un any. L'antesi (l'obertura de les flors) té lloc de setembre a octubre i els fruits maduren al cap d'un any, en els mesos de novembre i desembre de l'any següent. La llavor, germina 3-4 mesos més tard, i no desenvolupa radícula, si no que és l'hipocòtil que penetra al còrtex caulinar de l'hoste i desenvolupa l'haustori. Aquesta planta primigènia restarà sense tiges aèries uns quants anys (de 2 a 5). La floració de la planta, no es produirà al cap d'un o dos anys després de la treta dels brots aeris. La planta paràsita, produeix sobre l'hoste un engruiximent pronunciat del tronc infectat, i una pèrdua de vigor de l'arbre en general.

## Distribució i hàbitat
Es troba en bona part d'Europa, Àsia occidental i nord d'Àfrica, sobretot en zones de tendència mediterrània o submediterrània de la península Ibèrica a l'Índia, dels 500 als 2150 msnm. A la Península apareix a la meitat oriental, anecdòtica a la meitat occidental. La seva distribució està lligada als seus hostes, els quals sempre són arbusts del gènere Juniperus o més rarament altres cupressàcies. S'ha observat que pot ser planta paràsita de Juniperus communis, Juniperus oxycedrus, Juniperus macrocarpa, Juniperus phoenicea, Juniperus drupacea, Juniperus sabina, Juniperus excelsa, Juniperus semiglobosa, Juniperus polycarpos, Juniperus thurifera, Juniperus indica, Juniperus tibetica, Cupressus macrocarpa, Cupressus arizonica, Chamaecyparis thyoides i Thuja orientalis.

## Taxonomia

### Etimologia
- Arceuthobium: el nom del gènere prové del grec (árkeuthos) llatinitzat com a arceutis o arceutus, que és el nom vernacle els quals eren anomenats diferents espècies de Juniperus (càdecs, ginebrons i savines); i del mot bíos,-ou que en grec vol dir manteniment o suport. Per tant, Arceuthobium significa que és manté a costa dels Juniperus, referenci al parasitisme que exerceix vers les espècies de Juniperus.[5]

- oxycedri: epítet que fa referència al principal hoste de l'espècie, el càdec (Juniperus oxycedrus).[5]

### Subespècies
Aquesta espècie té dues subespècies reconegudes:
- Arceuthobium oxycedri var. oxycedri
- Arceuthobium oxycedri var. shadii Fridl.

### Sinònims
El següent nom científic és sinònim d'Arceuthobium oxycedri:
- Viscum oxycedri DC.

Els següents noms científics són sinònims d'Arceuthobium oxycedri var. oxycedri:
- Arceuthobium juniperi Bubani
- Viscum caucasicum Steud.